# Thundermother (schwedische Band)
Thundermother ist eine schwedische Hardrock-Band aus Växjö, die im Jahr 2009 von Filippa Nässil gegründet wurde.

## Geschichte
Die Bandgründerin Filippa Nässil studierte am Stockholmer Konservatorium. Nach einer Phase der musikalischen Pause und Umorientierung stellte sie 2009 eine Band, anfangs noch aus Männern und Frauen bestehend, zusammen und nannte sie Thundermother. Musikalisch inspiriert wurde sie unter anderem von der Plattensammlung ihres Vaters, als Vorbilder nennt sie Randy Rhoads, Zakk Wylde, AC/DC und Creedence Clearwater Revival.
2014 und 2015 erschienen die ersten zwei Alben der Band. Nässil spielte Leadgitarre, schrieb den Großteil des Songmaterials und war zugleich Produzentin der Alben. Da der Umgang miteinander immer schlechter wurde, entschloss sie sich 2017 dazu, alle übrigen Bandmitglieder auszuwechseln. Dies brachte im Sommer 2017 den erwünschten Aufschwung, als die Band bereits neuformiert einige Konzerte in Europa spielte, darunter das Wacken Open Air. Das 2018 veröffentlichte Album Thundermother war Katalysator für unzählige Konzerte und Festivalauftritte quer durch Europa.
Die im Frühjahr 2020 geplante Tournee im Vorprogramm von Rose Tattoo musste aufgrund der Corona-Pandemie Mitte März 2020 gestoppt werden. Unter Einbeziehung der jeweils aktuellen coronabedingten Beschränkungen spielte die Band auf dem Dach eines umgebauten Feuerwehrwagens, gab Liegestuhl-Konzerte, Akustiksets auf Boots-Kaperfahrten, spielte im offenen Schafstall einer Hallig oder in Autokinos. Heat Wave, das im Juli 2020 erschienene vierte Album, erreichte in Deutschland den sechsten Platz der Albumcharts. Erstmals steuerten neben Bandchefin Filippa Nässil alle anderen Mitglieder Songideen bei. Produziert wurde das Album von dem erfahrenen dänischen Produzenten Soren Andersen im Kopenhagener Medley Studio.
Das Nachfolgealbum Black and Gold erreichte erneut die Top Ten der deutschen Albumcharts. 2022/23 war Thundermother Vorgruppe der Scorpions bei deren Rock Believer-Tour.
Im Frühjahr 2023 entließ Nässil Guernica Mancini, weil sich beide während der US-Tournee zerstritten hatten. Kurze Zeit später gründete Mancini mit den anderen zwei Musikerinnen Johansson und Lindgren, die die Band danach freiwillig verlassen hatten, eine neue Band namens The Gems.
Zu Thundermother kamen nun neben Sängerin Linnéa Vikström, die schon mit Therion und Kamelot auf der Bühne gestanden hatte, Majsan Lindberg und Joan Massing am Bass bzw. Schlagzeug.

## Diskografie
Studioalben

| Jahr | Titel Musiklabel                              | Höchstplatzierung, Gesamtwochen, AuszeichnungChartplatzierungen (Jahr, Titel, Musiklabel, Platzierungen, Wochen, Auszeichnungen, Anmerkungen) | Höchstplatzierung, Gesamtwochen, AuszeichnungChartplatzierungen (Jahr, Titel, Musiklabel, Platzierungen, Wochen, Auszeichnungen, Anmerkungen) | Höchstplatzierung, Gesamtwochen, AuszeichnungChartplatzierungen (Jahr, Titel, Musiklabel, Platzierungen, Wochen, Auszeichnungen, Anmerkungen) | Höchstplatzierung, Gesamtwochen, AuszeichnungChartplatzierungen (Jahr, Titel, Musiklabel, Platzierungen, Wochen, Auszeichnungen, Anmerkungen) | Anmerkungen                                                                          |
| Jahr | Titel Musiklabel                              | SE | DE | AT | CH | Anmerkungen                                                                          |
| ---- | --------------------------------------------- | --- | --- | --- | --- | ------------------------------------------------------------------------------------ |
| 2014 | Rock ’N’ Roll Disaster Warner Music Sweden AB | SE26 (1 Wo.)SE | — | — | — | Erstveröffentlichung: 2. März 2014 Wiederveröffentlichung 2015 durch Despotz Records |
| 2015 | Road Fever Despotz Records                    | — | — | — | — | Erstveröffentlichung: September 2015                                                 |
| 2018 | Thundermother Despotz Records                 | — | DE86 (1 Wo.)DE | — | — | Erstveröffentlichung: 23. Februar 2018                                               |
| 2020 | Heat Wave AFM Records                         | — | DE6 (5 Wo.)DE | AT50 (1 Wo.)AT | CH15 (2 Wo.)CH | Erstveröffentlichung: 31. Juli 2020                                                  |
| 2022 | Black and Gold AFM Records                    | — | DE6 (3 Wo.)DE | — | CH29 (2 Wo.)CH | Erstveröffentlichung: 19. August 2022                                                |
| 2025 | Dirty & Devine AFM Records                    | — | DE15 (1 Wo.)DE | AT54 (1 Wo.)AT | CH46 (1 Wo.)CH | Erstveröffentlichung: 14. Februar 2025                                               |

Singles
- 2015: Deal with the Devil
- 2015: It’s Just a Tease
- 2015: Rock ’n’ Roll Sisterhood
- 2016: Hellevator
- 2017: We Fight for Rock N Roll
- 2017: Whatever
- 2018: Fire in the Rain
- 2018: Revival
- 2020: Driving in Style
- 2020: Sleep
- 2021: The Road Is Ours
- 2021: You Can’t Handle Me
- 2022: Watch Out
- 2022: I Don’t Know You
- 2022: Hot Mess
- 2022: Black and Gold